# Gasteria pillansii var. pillansii
Gasteria pillansii var. pillansii, una variedad de Gasteria pillansii es una  planta suculenta perteneciente a la familia Xanthorrhoeaceae. Es originaria de Sudáfrica.

## Descripción
Es una planta herbácea perennifolia, suculenta que alcanza un tamaño  de 7 a 20 cm de altura, a una altitud de 1000 metros en Sudáfrica.

## Taxonomía
Gasteria pillansii var. pillansii publicación desconocida.
Sinonimia
- Gasteria neliana Poelln.[4]